# Gustavo Figueroa
Gustavo Omar Figueroa Cáceres (Santa Ana, 30 agosto 1978) è un ex calciatore ecuadoriano, di ruolo attaccante.